# Xã Birmingham, Quận Schuyler, Illinois
Xã Birmingham (tiếng Anh: Birmingham Township) là một xã thuộc quận Schuyler, tiểu bang Illinois, Hoa Kỳ. Năm 2010, dân số của xã này là 151 người.